# Polygonatum multiflorum
Polygonatum multiflorum o segell, segell de ram, segell de salomó és una planta de flors que pertany a la família Ruscaceae, anteriorment classificat en la família Liliaceae.
És una planta herbàcia perenne. És dotada d'un rizoma nuós horitzontal per les cicatrius circulars que deixa a les tiges dels anys anteriors. Del rizoma parteix una tija fins a 80 cm d'altura, arcat a la part superior. Les fulles s'insereixen a la part superior de la tija, alternades i mirant cap amunt, són de forma ovalada; De joves tenen la superfície plegada longitudinalment. Les flors, blanques i tenyides de verd a l'extremitat, són en grups de 2-5 en un sol peduncle. Els fruits són baies negres blavoses. El Polygonatum multiflorum apareix a la primavera primer en forma de brot, sense mostrar les fulles encara enrotllades al voltant de la tija tendra, i es pot confondre amb el llúpol (Humulus lupulus L.) amb conseqüències tràgiques com que la planta conté verins mortals, els mateixos que el lliri de maig i la didalera. Un perill encara més gran poden representar les baies, amb el seu aspecte atractiu, que poden ser ingerides pels infants.